# Äquatorialguineisch-osttimoresische Beziehungen
Die Äquatorialguineisch-osttimoresische Beziehungen beschreiben das zwischenstaatliche Verhältnis zwischen Äquatorialguinea und Osttimor. 

## Politik
Osttimor ist seit seiner Unabhängigkeit 2002 Mitglied der Gemeinschaft der Portugiesischsprachigen Länder (CPLP), während Äquatorialguinea 2014 der Gemeinschaft beitrat, nachdem es 2007 Portugiesisch als Amtssprache annahm. Das afrikanische Land war bis 1778 portugiesische Kolonie, während Osttimor bis 1975 Teil des portugiesischen Kolonialreichs war. Beide Staaten sind außerdem Mitglied der Bewegung der Blockfreien Staaten, der Gruppe der 77 und der AKP-Gruppe.
Am 10. August 2013 begrüßte der Außenminister Äquatorialguineas Agapito Mba Mokuy eine osttimoresische Delegation, die aus den Beratern im Außenministerium Roque Rodrigues, Ana Ferreira und Bruno Teixeira bestand, zu Gesprächen über den Beitritt Äquatorialguineas zur CPLP.
Das erste Treffen zwischen den beiden Staatsoberhäuptern der Länder, dem afrikanische Präsident Teodoro Obiang Nguema Mbasogo und seinem südostasiatischen Amtskollegen Taur Matan Ruak, fand am 23. Juli 2014 beim CPLP-Gipfel im osttimoresischen Dili statt, bei dem Äquatorialguinea in die Gemeinschaft aufgenommen wurde.
Osttimors Innenminister Longuinhos Monteiro traf den Premierminister Äquatorialguineas Francisco Pascual Obama Asue bei seinem Besuch in dem afrikanischen Land am 1. August 2016.
Im Oktober 2016 besuchte Osttimors Minister für Erdöl und Natürliche Ressourcen Alfredo Pires Äquatorialguinea, anlässlich des Energy Technical Meeting der CPLP in Malabo. Pires traf dabei  Äquatorialguineas Minister für Industrie und Energie Eugenio Edu Ndong und den Minister für Bergbau Gabriel Mbega Obiang Lima.
Am 31. Oktober 2016 empfing Präsident Obiang Nguema Mbasogo in Brasilien Taur Matan Ruak, im Rahmen des elften CPLP-Gipfels, zu bilateralen Gesprächen. Ziel des Treffens war, wie auch bei den anderen zuvor, die Stärkung der freundschaftlichen Beziehungen und der Zusammenarbeit zwischen Äquatorialguinea und Osttimor.

## Diplomatie
Weder hat Äquatorialguinea eine diplomatische Vertretung in Dili, noch hat Osttimor eine solche in Malabo. Zunächst liefen die diplomatischen Kontakte über Brüssel.
Am 17. Februar 2015 übergab José Dougan Chubum als erster Botschafter Äquatorialguineas in Osttimor seine Akkreditierung. Seinen Sitz hatte er in Lissabon. Ernannt war er bereits 2013 worden. Der äquatorialguineische Botschafter in Lissabon ist zuständig für Portugal, Guinea-Bissau, Kap Verde und bei der Gemeinschaft der Portugiesischsprachigen Länder.

## Wirtschaft
Für 2018 gibt das Statistische Amt Osttimors keine Handelsbeziehungen zwischen Äquatorialguinea und Osttimor an.

## Visa
Staatsbürger Äquatorialguineas und Osttimors benötigen für die Einreise in den jeweils anderen Staat ein Visum.